# 渤海鸭嘴蛤
是笋螂目薄壳蛤科薄壳蛤属的一种。主要分布于韩国、中国大陆、台湾，常栖息在生长在潮间带至浅海的泥底。

## 生態習性
濾食性貝類，外殼薄脆，棲息泥質或砂質海岸之潮間帶，會於漲潮期吸飽海水以渡過即將來臨的乾潮期，為一年生貝類。此外，本種為豆蟹常見宿主。